# Shae La Roche
Shae La Roche, född Fournier 3 september 1992 i Calgary, är en kanadensisk vattenpolospelare som ingick i Kanadas damlandslag i vattenpolo vid olympiska sommarspelen 2020 och 2024. Hon tog silver vid panamerikanska spelen 2015 och 2019.
Under studietiden vid Indiana University spelade hon för Indiana Hoosiers vattenpololag.